# Vieträh
Viehträh war der Flurname der heutigen Kiefernstraße in Reiterswiesen, einem Ortsteil der bayerischen Kurstadt Bad Kissingen. Der Name entstand im frühen Mittelalter.

## Ursprung
Viehträh leitet sich mit größter Wahrscheinlichkeit von Viehtrieb ⇒ Vieh + treiben ab.
Dieser Flurname ist wegen des Viehtriebs zu den Weideplätzen benannt worden. Der offizielle Name war nie Viehträh, aber dieser Name ist trotzdem noch im alltäglichen Sprachgebrauch der Einheimischen.